# Anochetus subcoecus
Anochetus subcoecus (лат.) — вид муравьёв рода Anochetus из подсемейства Ponerinae (Formicidae). Китай.

## Описание
Длина тела от 4,90 до 5,34 мм, длина головы (HL) от 1,05 до 1,11 мм, ширина головы (HW) от 0,94 до 0,97 мм. От близких видов отличается очень мелкими глазами и отчётливыми проподеальными зубцами, гладким и блестящим пронотумом. Основная окраска от желтовато-коричневая. Мандибулы прямые, прикрепляются у середины переднего края головы, капкановидно открываются на 180 градусов, равны половине длины головы и несут 3 вершинных длинных зубца. Усики 12-члениковые у рабочих и самок и 13-члениковые у самцов. Нижнечелюстные щупики состоят из 4 сегментов. Стебелёк состоит из одного членика петиоля. Жало развито. 
Вид был впервые описан в 1912 году, а его видовой статус подтверждён в ходе ревизии, проведённой в 2019 году группой китайских мирмекологов (Zhilin Chen, Zhigang Yang, Shanyi Zhou).